# 豐樂縣 (渠州)
豐樂縣，是唐代渠州所屬的一個縣。其地當在今四川省廣安縣茶坪鄉古城寨附近。
唐武德元年（618年），渠州分置賨城、義興、豐樂三縣。武德八年（625年）撤銷。